# Trại Davis

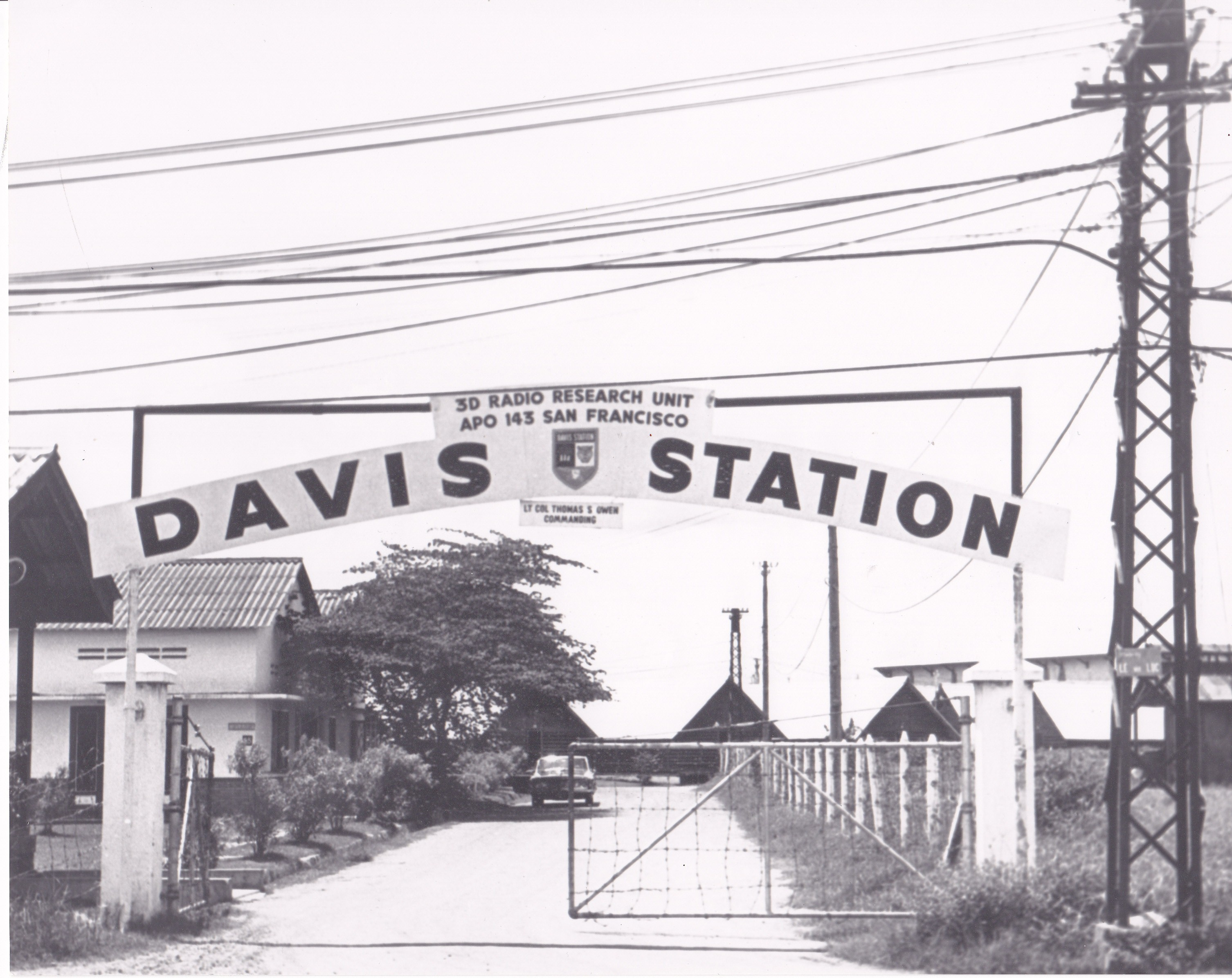
Trại Davis vào thập niên 1960

Trại Davis, mà trong một số tài liệu viết nhầm thành "trại David", là một địa danh để chỉ một trại quân sự nằm ở phía Tây Nam Căn cứ không quân Tân Sơn Nhứt, Sài Gòn, trong thời gian diễn ra Chiến tranh Việt Nam. Tuy nhiên, nó thường được biết đến nhiều hơn với tư cách là nơi đặt trụ sở của hai phái đoàn đại biểu quân sự của Chính phủ Việt Nam Dân chủ Cộng hòa và Chính phủ Cách mạng Lâm thời Cộng hòa miền Nam Việt Nam thi hành Hiệp định Paris 1973 về chấm dứt chiến tranh, lập lại hòa bình tại Việt Nam.

## Sự hình thành
Nguyên thủy, đây là một trại cư trú của một nhóm công tác an ninh quân đội Hoa Kỳ, được xây dựng vào khoảng giữa năm 1961. Đây là một đơn vị trực thuộc Cơ quan An ninh Quốc gia Hoa Kỳ, được đưa sang Việt Nam với danh nghĩa Tổ Viễn thám số 3 (3rd Radio Research Unit - 3rd RRU), trực thuộc Phái bộ Cố vấn Quân sự Hoa Kỳ tại Việt Nam (Military Assistance Advisory Group, Vietnam - MAAG-V). Thực chất, đây là một đơn vị phụ trách về việc thu thập và giải mã các tín hiệu, cũng như xác định vị trí điện đài của đối phương, ngoài ra còn làm công tác cố vấn và hỗ trợ chuyên môn cho Nha An ninh Quân đội Việt Nam Cộng hòa. Tuy được xây dựng tạm theo tiêu chuẩn lính thường, nhưng cơ sở vật chất cũng tạm đủ với khu nhà ở, làm việc, nhà ăn, sân thể thao, tháp nước... trên diện tích khoảng 33.000m². Trại có khoảng 45 căn nhà để ở rộng 5m, dài 15m, mái lợp tôn ximăng, được thiết kế theo kiểu nhà sàn gỗ cách đất khoảng nửa mét. Ngoài ra còn có một số nhà chuyên dụng. Toàn trại bao quanh bởi mấy lớp hàng rào kẽm gai với khoảng 20 chòi canh, lô cốt với súng máy của quân đội Sài Gòn thường xuyên chĩa nòng vào trại. Ngay sát nơi ở của đoàn là trại lính dù. Đặc biệt, khu vực sân bay quân sự cũng ngay sát bên thường xuyên gầm rú đinh tai bởi các phi đội không vận, tác chiến lên xuống liên tục